# Yandang jezici
Yandang jezici, skup od četiri nigersko-kongoanska jezika koji se govore u Nigeriji. 
Zajedno s jezici mumuye čini širu skupinu mumuye-yandang. Predstavnici su: bali ili bibaali [bcn], 2.000 (1991 R. Blench); kpasam ili ’balo, [pbn], 3.000; kugama (ili kugamma, wegam, yamale, yamalo [kow], 5.000 (1995); i najvažniji po kojemu podskupina dobila ime yendang ili nyandang [yen], 62.600 (1987). 

## Vanjske poveznice
- Ethnologue (14th)
- Ethnologue (15th)